# Совітанка
Совітанка — річка  в Україні, у Немирівському  районі Вінницької області, права притока Кропив'янки  (басейн Південного  Бугу).

## Опис
Довжина річки 9 км, площа басейну - 19,3 км². Формується з багатьох безіменних струмків та водойм.  

## Розташування
Бере  початок на північному сході від Ометинців. Тече переважно на південний схід і у Вищій Кропивні впадає у річку Кропив'янку, ліву притоку Південного Бугу за 9 км від її гирла. 